# Widukind von Rheda

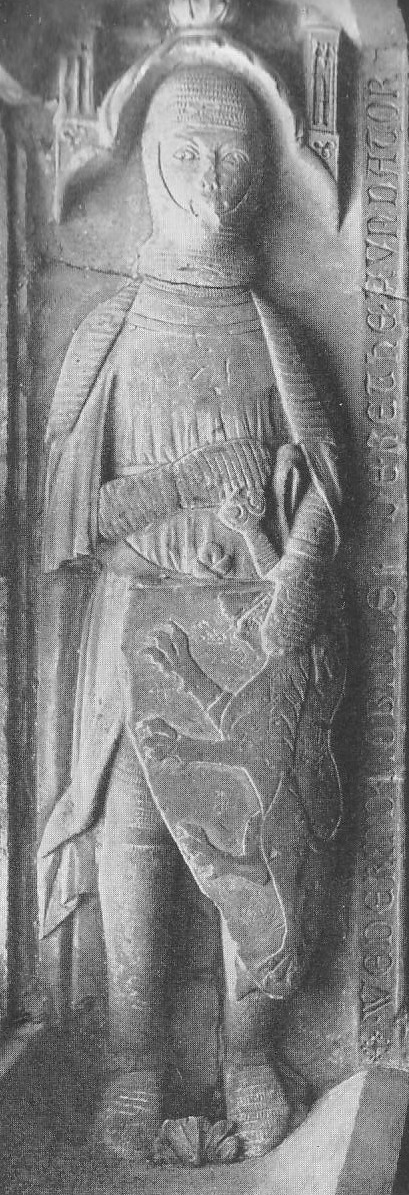
Grabplatte des Widukind von Rheda im Kloster Marienfeld

Widukind von Rheda (* vor 1154; † 26. November 1189/1191 vor Akkon) war Vogt des Frauenklosters Freckenhorst und des Klosters Liesborn, Stifter des Klosters Marienfeld und Kreuzritter.

## Leben
Widukind von Rheda war ein Sohn der Lutrud von Schwalenberg, einer Tochter des Grafen Widekind I. von Schwalenberg. Als sein Vater wird der Vogt Everwin von Freckenhorst, urkundlich erwähnt zwischen 1142 und 1166, angenommen. Widukinds Geburtsdatum ist nicht überliefert. Die erste Nennung war 1169 als Vogt von Freckenhorst. 1170 wurde er erstmals und seitdem zehnmal als Widukind von Rheda, später nur noch einmal als Widukind von Freckenhorst genannt. Vermutlich war er Gründer der Burg Rheda, die 1170 erstmals genannt wurde. Verheiratet war er mit Mathilde von Ricklingen, allerdings hatten sie keine Kinder. Als seine Schwester wird Gertrud, die zeitweilig Äbtissin im Kloster Freckenhorst war, genannt.

### Gefolgsmann von Heinrich dem Löwen
Im Krieg zwischen Heinrich dem Löwen und Kaiser Friedrich I. Barbarossa war Widukind ein Waffengefährte des Edelherren Bernhard II. zur Lippe im Gefolge Heinrichs des Löwen. Zusammen zogen sie gegen die Stadt Soest. Auf dem Hoftag zu Gelnhausen 1180 wurde Heinrich der Löwe gestürzt, wodurch auch Widukind und Bernhard Macht und Stellung einbüßten.

### Gründung des Klosters Marienfeld

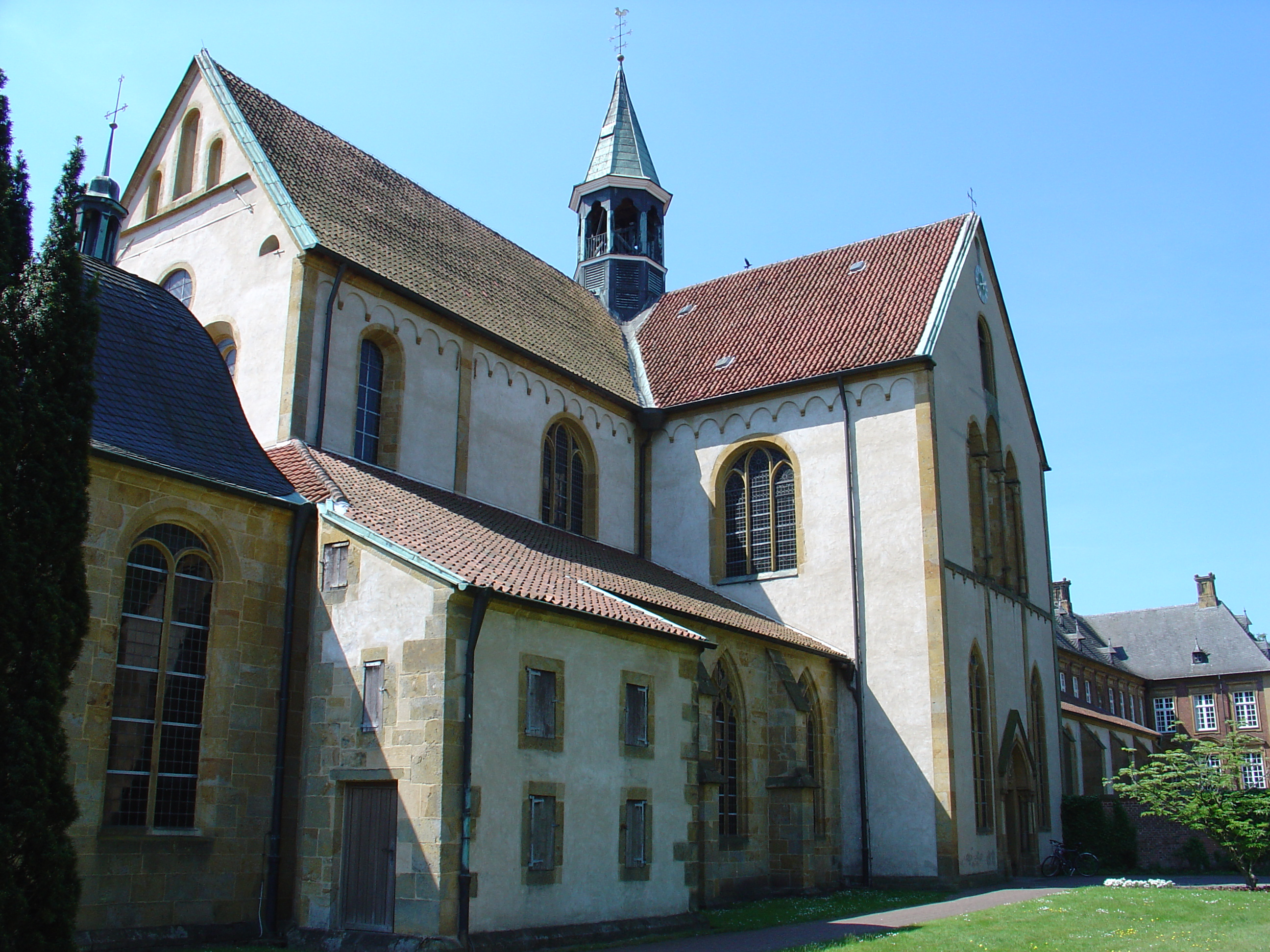
Kirche des von Widukind gegründeten Zisterzienserklosters Marienfeld

1183 agierte Widukind wieder als Vogt des Klosters Liesborn. Danach war er am Hof des Fürstbischofs Hermann II. von Münster angestellt. Zusammen mit seiner Mutter tauschte er in der Bauerschaft Hundingen, dem heutigen Marienfeld, ein Grundstück und vier Bauernhöfe mit dem Kloster Freckenhorst. Bernhard II. zur Lippe und Lüdiger II. von Waldenburg erwarben einige Güter des Widukind und alle zusammen stifteten 1185 das Grundstück, die Bauernhöfe und weitere Güter dem neuen Kloster Marienfeld. Fürstbischof Hermann II. legte am 1. November 1185 den Grundstein des neuen Zisterzienserklosters.
Im Jahr 1186 war Widukind Vasall des Bischofs von Osnabrück.

### Teilnahme am Dritten Kreuzzug
1189 schloss er sich zusammen mit mehreren westfälischen Edelherren dem Kreuzzug des Kaisers Friedrich Barbarossa an. Im Vorfeld stiftete er zusammen mit seiner Mutter Luttrudis seinen gesamten Besitz dem Kloster Marienfeld. Dies tat er, weil er keine Erben hatte und er im Fall seiner wohlbehaltenen Rückkehr aus dem Heiligen Land als Mönch in das Kloster eintreten wollte. Die Burg Rheda hatte er zuvor an Bernhard II. zur Lippe verkauft.
Zusammen mit dem Landgrafen Ludwig III. von Thüringen kam er über den Seeweg am 24. September 1189 im christlichen Heerlager vor der belagerten Stadt Akkon an. Zusammen mit Ludwigs Heer griffen sie sofort in die Kämpfe ein. In den Quellen gibt es verschiedene sich widersprechende Darstellungen: In der einen wird gesagt, dass Widukind 1189 starb, noch bevor er Akkon erreichen konnte. Aus einer anderen Quelle geht hervor, dass Widukind erst 1191 kurz vor der Kapitulation Akkons schwer verwundet wurde und seinen Verletzungen erlag. Da zu seinem Gedenken in Marienfeld am 26. November gefeiert wird, wird vermutet, dass dies der Todestag war.

### Grabstelle
Einer seiner Ritter brachte die sterblichen Überreste Widukinds zurück in das Kloster Marienfeld, wo sie unter einem Wandbogen im Kapitelhaus beigesetzt wurden. Bevor die alten Klostergebäude abgerissen wurden, verlegte man seine Grabplatte ins Fenster der südlichen Kapelle des Chorumgangs. Die Grabplatte aus dem 13. Jahrhundert zeigt den Ritter mit Kettenpanzer und Schild. Die Inschrift lautet „WEDEKIND NOBILIS DE RETHE FVNDATOR“ – „Wedekind – Edler von Rheda – Gründer“.